# Trešnjevka – jug
Trešnjevka-jug Zágráb városnegyede Horvátországban, a főváros északnyugati részén. A mai városnegyedet Zágráb város 1999. december 14-i statútumával hozták létre.

## Fekvése
Trešnjevka-jug, azaz Trešnjevka-dél városnegyed Zágráb nyugati részén található. Északnyugatról Stenjevec, északról Trešnjevka – sjever, keletről Trnje, délről és délnyugatról pedig Novi Zagreb – zapad városnegyedek határolják.
Zágráb város egyik síkvidéki városnegyede, amely a Száva folyó alluvális teraszán helyezkedik el. Három podsljemei patak folyik át a területén, a Vrapčak, a Kustošak és a Črnomerec, amelyek a Száva-hídtól lefelé áramlanak a folyóba.
A városrész déli részén a Jarun Sport- és Rekreációs Központ uralja az itt található tórendszerrel és a Száva mentén húzódó vízvédelmi területtel. Gyakorlatilag minden lakos e területektől északra, a negyed városiasodott részén él.
A városnegyed fő részei: Knežija, Srednjaci, Gredice, Gajevo, Jarun, Vrbani, Prečko és Staglišće.

## Története
Az olyan leletek, mint a Jarunon talált kőszekercék, már az őskorban is utalnak az emberek jelenlétére a városrész területén. A Horvat környékén felfedezett, az urnamezős kultúrához tartozó sírok viszont az bizonyítják, hogy ezen a területen már az i. e. 11. században indoeurópai eredetű földművelő népesség élt, amely ismerte a réz és a bronz megmunkálását.
A középkorban Trešnjevka területe kezdetben királyi birtok volt, a vármegye igazgatása alatt, de 1221-ben II. András király a területet a zágrábi káptalannak adományozta. 1242-ben IV. Béla király a terület keleti részét a Gradechoz csatolta. A terület e két része közötti határ, amely elsősorban a Črnomerec-patak folyását követte, alkalmi változásokkal lényegében 1945-ig Zagreb városának nyugati határa maradt.
A késő középkorban a prédiális hűbérbirtokok fokozatosan jobbágyfalvakká váltak. Ez a folyamat még intenzívebbé vált az újkor elején, így a 18. század közepétől származó dokumentumok a mai Trešnjevka déli területén már említik Prečko, Horvati és Jarun falvakat. Ez az időszak ugyanakkor a Száván folyó áruszállítás egyre erősebb fejlődésének ideje. A szarvasmarhák egyre inkább Szlovéniából érkeznek Zágrábba és tovább a folyón Szlavóniába, különféle árukkal ellátva a szávamenti településeket. Ezzel párhuzamosan intézkedéseket hoztak a folyón való átkelés javítására. Maga II. József császár kezdeményezésére fából készült híd épült 1783-ban a mai Száva-híd helyén. A Savska cesta a várostól eddig a helyig húzódott.
A 19. század elején tutajosok és kereskedők kezdtek telepedni a híd és a Savska cesta déli része mentén. Így jött létre a periférikus városi település, a Sava külváros, mely a Száva mentén húzódott egészen a mai Ulica grada Vukovara kereszteződéséig. Az önálló Zágráb városi önkormányzat 1850-es megalakulása után Trešnjevka és Jarun nyugati része a város határain kívül esett, míg Vrapče az önkormányzat igazgatása alá került. A jobbágyság megszüntetése új települések kialakulását eredményezte: Knežija, Kalinovica és Srednjaci. 1862-ben üzembe helyezték a szlovéniai a Zidani mosttól Sziszekig menő, a Trešnjevka területén áthaladó vasutat. A vasút ezen részének legfontosabb létesítménye minden bizonnyal a déli vasútállomás (később Sava állomás, a mai Nyugati pályaudvar), amelynek építése tovább ösztönözte a városnegyed iparosodását. Míg a Savska cesta mentén kézműves, kereskedelmi és az ipari létesítmények épültek, addig a Száva-híd körül kellemes hangulatot teremtettek at ott létesült fürdőhelyek és fogadók. A Szávapartnak ez a része a Maksimirral együtt az akkori Zágráb fő pihenőterülete volt.
A gyakori áradások ellenére, melyekhez nagyban hozzájárult az a tény, hogy 1918-ig a Száva mentén nem volt rakpart, Trešnjevka területét egyre inkább rendezték és beépítették. 1892-ben vasszerkezetű híd épült, az utcahálózat pedig gyorsan bővült. 1895-ben Horvátiban megépült az általános iskola, az első iskola Trešnjevka területén. A két világháború közötti időszakban Trešnjevka határozottan munkásnegyedként alakult ki. A jellegzetes trešnjevkai egyszintes házak, amelyek itt létesültek, többnyire építési engedély nélkül készültek, így a mai Trešnjevka-dél utcái máig megőrizték a vidéki utcákra jellemző girbe-gurba vonalvezetést.
A második világháború után Trešnjevka területén a kommunális létesítmények hiányának pótlása, a településelrendezés és a növekvő számú lakosság elszállásolására szükséges nagyobb épületek megépítése jelentette a fő problémát. További nehézséget okozott az 1964. október 25-ről 26-ra virradó éjszaka a városnegyedbe betört árvíz, amelyben Trešnjevka házainak 8254 háztartása szenvedett anyagi károkat, mely az akkori lakosságnak csaknem a felét érintette. Ez az esemény még jobban felgyorsította az építkezést és Trešnjevka hamarosan új városi külsőt kapott. 1968 végére Trešnjevka déli részén már 6731 új lakóépület épült.